# Mrzljaki
 Mrzljaki  falu Horvátországban Károlyváros megyében. Közigazgatásilag Netretićhez tartozik.

## Fekvése
Károlyvárostól 19 km-re, községközpontjától  8 km-re északnyugatra, a Kulpa jobb partján, a szlovén határ mellett  fekszik.

## Története
1857-ben 306, 1910-ben 374 lakosa volt. A település trianoni békeszerződésig Zágráb vármegye Károlyvárosi járásához tartozott. 2011-ben 264 lakosa volt.

## Nevezetességei
A Kulpa folyó jobb partján emelkedő domb lejtőjén álló település egy 12 telekből álló részének szerkezete eredeti formájában fennmaradt azzal a természeti környezettel együtt, amelyben található. A legrégebbi épület egy késő barokk, kőből épített pince. Ezekből a legrégebbi építményekből csak néhány épület maradt fenn. Mára már a 19. század végének népi építészete és a két világháború közötti időszak épületei állnak az idősebb házak helyén. A szájhagyomány szerint a falu a törökök elleni menedékhelyként jött létre. Fennmaradt néhány eredeti  gazdasági épület is: házak, szénatárolók, kutak, disznóólak és istállók. A házak többnyire egyszintes házak, hatalmas rönkökből álló pincével. Közülük néhány téglából vagy kőből épült.

## Lakosság
| Lakosság változása | Lakosság változása | Lakosság változása | Lakosság változása | Lakosság változása | Lakosság változása | Lakosság változása | Lakosság változása | Lakosság változása | Lakosság változása | Lakosság változása | Lakosság változása | Lakosság változása | Lakosság változása | Lakosság változása | Lakosság változása |
| ------------------ | ------------------ | ------------------ | ------------------ | ------------------ | ------------------ | ------------------ | ------------------ | ------------------ | ------------------ | ------------------ | ------------------ | ------------------ | ------------------ | ------------------ | ------------------ |
| 1857               | 1869               | 1880               | 1890               | 1900               | 1910               | 1921               | 1931               | 1948               | 1953               | 1961               | 1971               | 1981               | 1991               | 2001               | 2011               |
| 242                | 280                | 263                | 250                | 223                | 216                | 188                | 211                | 206                | 208                | 180                | 109                | 79                 | 150                | 17                 | 17                 |